# Lyndon, Kentucky
Lyndon är en stad (city) i Jefferson County i delstaten Kentucky, USA. 2010 hade staden 11 002 invånare.